# Paolo Aleotti
Paolo Aleotti (Barco, 13 luglio 1813 – Bologna, 14 ottobre 1881) è stato uno scultore italiano.

## Biografia
Originario di Barco di Bibbiano, Paolo Aleotti studiò alla Scuola d'Arte di Reggio Emilia e all'Accademia di belle arti di Parma. Fu discepolo del pittore reggiano Prospero Minghetti.
Dal 1846 fu allievo a Firenze di Lorenzo Bartolini, pur continuando ad avere importanti commesse in Emilia. Dal 1860 al 1881 fu docente all'Accademia di Belle Arti di Bologna.
È autore di numerosi monumenti sepolcrali alla Certosa di Bologna, compresa la sua stessa tomba situata nel braccio di ponente del Chiostro I o d'Ingresso, che ha questa epigrafe: «Qui riposa vegliato dal caro putto opera sua». Vi campeggia infatti un bambino a gambe incrociate, con in mano delle melagrane; il bambino in marmo di Carrara del cippo Aleotti è considerato una delle migliori sculture del cimitero bolognese.
Secondo Andrea Balletti, Paolo Aleotti si avvicina all'arte del Duprè, pur senza raggiungerla.

## Esposizioni
1888: Grande esposizione emiliana, Bologna (Il morto, gesso).

## Opere

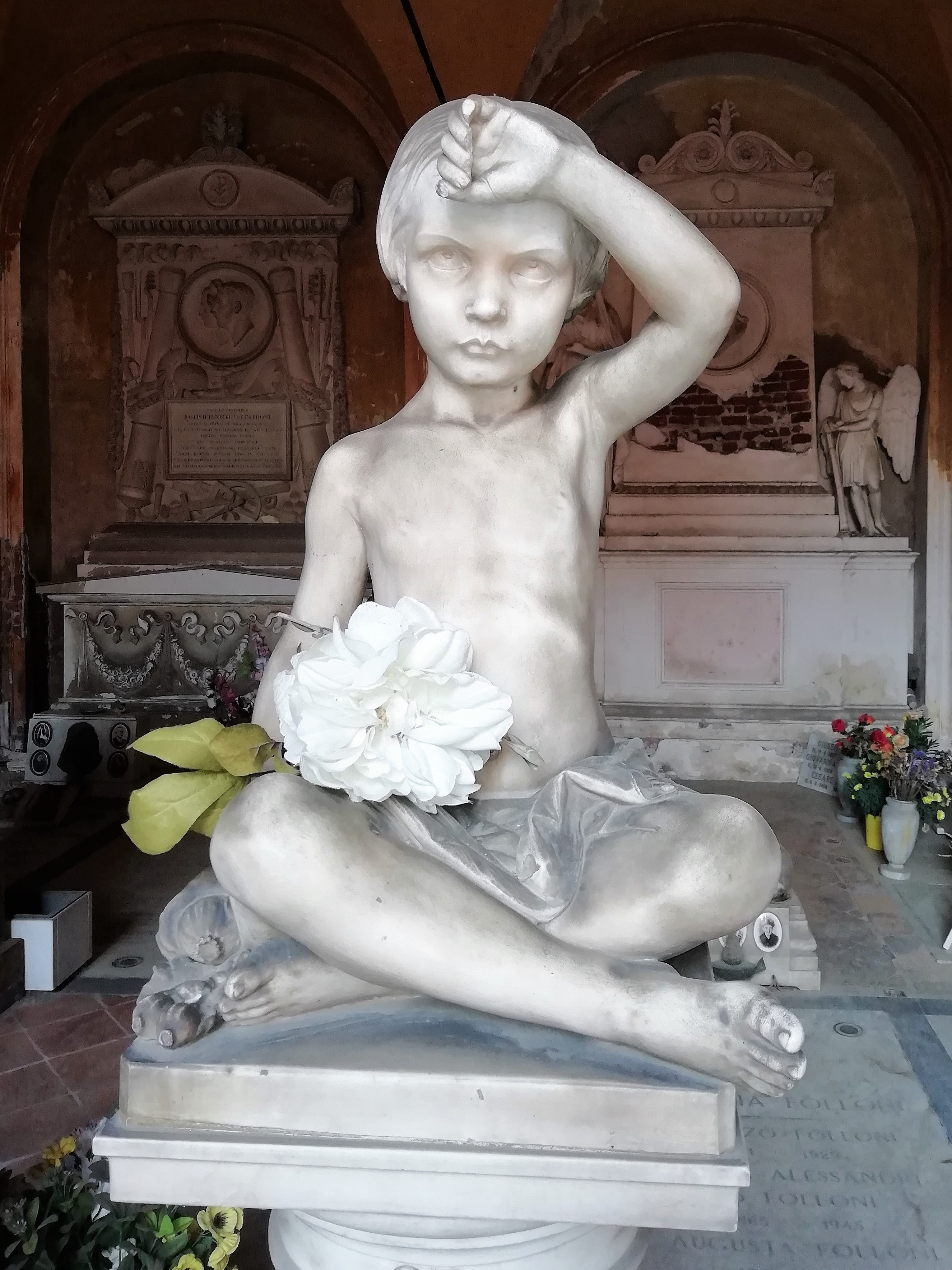
Il bambino del Cippo Aleotti, nella Certosa di Bologna.

Nella Strenna del P.I.A. del 1984, Mario Mazzaperlini elenca almeno 27 opere attribuite con certezza allo scultore.
- Cippo Aleotti, 1881, Certosa di Bologna, Chiostro I, braccio di ponente
- Puttino dormiente, marmo, Musei Civici[8][7]
- Busto di Lazzaro Spallanzani, 1845, Palazzo dei Musei [9]
- Monumento al principe Ferdinando, chiesa di San Vincenzo, Modena[7]
- Monumento di Massimiliano d'Este, chiesa di San Vincenzo, Modena[6]
- Menardo, Sofocle, Euripide, Aristofane, medaglioni sotto il portico a peristilio, tra gli archi delle cinque porte immittenti nell'atrio del Teatro municipale Romolo Valli, Reggio Emilia[10][7][11]
- Busti di Pariati e di Francesco Fontanesi, Teatro municipale Romolo Valli, Reggio Emilia[10]
- Monumento Sartori, chiesa parrocchiale di San Polo d'Enza[6]
- Ritratto di Bartolomeo Sidoli[6]
- Ritratto della Linari-Venturi[6]
- Busto a Enrico Cialdini, Palazzo del Comune[12]
- Monumento alla famiglia Fangarezzi[13]